# Język ruguru
Język ruguru (guru, ikiruguru, kiluguru, kiruguru, luguru, lughuru, lugulu – język afrykański z grupy G bantu używany w Tanzanii przez blisko 700 tys. osób. Do zapisu stosuje się pismo łacińskie.